# Șanț
Șanț is een Roemeense gemeente in het district Bistrița-Năsăud.
Șanț telt 3429 inwoners.